# Ferenc Kropacsek
Ferenc Kropacsek (Budapest, 7 settembre 1899 – Budapest, 22 dicembre 1993) è stato un calciatore ungherese di ruolo portiere.

## Carriera
Alto e magro, era soprannominato Tigris per il suo coraggio. Fu il per quasi un decennio il portiere dell'MTK Budapest, squadra con cui vinse 7 volte il campionato ungherese (1918–19, 1919–20, 1920–21, 1921–22, 1922–23, 1923–24, 1924–25) e 2 volte la Coppa d'Ungheria (1923, 1924).
Con anche 2 presenze in nazionale, con cui prese anche parte alle Olimpiadi del 1924. Morì negli anni novanta.

## Palmarès

### Club

#### Competizioni nazionali
- Campionato ungherese: 7

MTK: 1918-1919, 1919-1920, 1920-1921, 1921-1922, 1922-1923, 1923-1924, 1924-1925
- Coppa d'Ungheria: 2

MTK: 1922-1923, 1924-1925